# Efteling Grand Hotel
Het Efteling Grand Hotel is een hotel dat onderdeel is van attractiepark de Efteling. Het hotel bevindt zich pal naast het entreegebouw van de Efteling en is de eerste verblijfsaccommodatie die zich binnen de grenzen van het attractiepark bevindt. Het hotel is hiermee vergelijkbaar met de hotels bij de ingangen van Disneyparken, zoals in Disneyland.

## Geschiedenis

### Bouw
De eerste voorbereidende werkzaamheden voor het hotel startten op 2 november 2021. De Efteling maakte op 24 januari 2022 bekend dat er bij het entreegebied een nieuw hotel zou komen. Dit gebeurde tegelijkertijd met de aankondiging van de voorgenomen sloop van het Spookslot. Enkele maanden later presenteerde de Efteling de eerste ontwerptekeningen voor het Grand Hotel. De aanvankelijke kosten van het project werden toen nog geschat op 50 miljoen euro.
Tijdens de bouw kondigde de Efteling ook de komst aan van een nieuw sprookje in het Sprookjesbos: De Prinses op de Erwt. De komst van dit sprookje werd ook marketingtechnisch aan het Grand Hotel gekoppeld. Aanvankelijk zou het hotel in 2024 geopend worden, maar door het faillissement van een onderaannemer moest de opening een jaar uitgesteld worden. De werkzaamheden die in september 2023 hadden moeten beginnen begonnen pas in januari 2024. In totaal duurde de bouw van het Efteling Grand Hotel drie jaar en kostte de bouw 75 miljoen euro.

### Opening
Op 1 augustus 2025 werd het hotel feestelijk geopend. Om het hotel werd een grote, groene strik gehangen van 16 meter breed. Hiermee kwam de Efteling in het Guinness Book of Records. Dit was de derde keer dat ze in dit boek kwamen. Eerder kwamen ze al in 1988 in het boek vanwege het grootste schommelschip (de Halve Maen), en ook in 1998 stonden ze hierin vanwege de grootste vogel (bij Vogel Rok). Bij de opening verscheen een nieuw sprookjesboek, Sprookjes uit het Efteling Grand Hotel, met sprookjes over het Grand Hotel.

## Beschrijving

### Voorzieningen

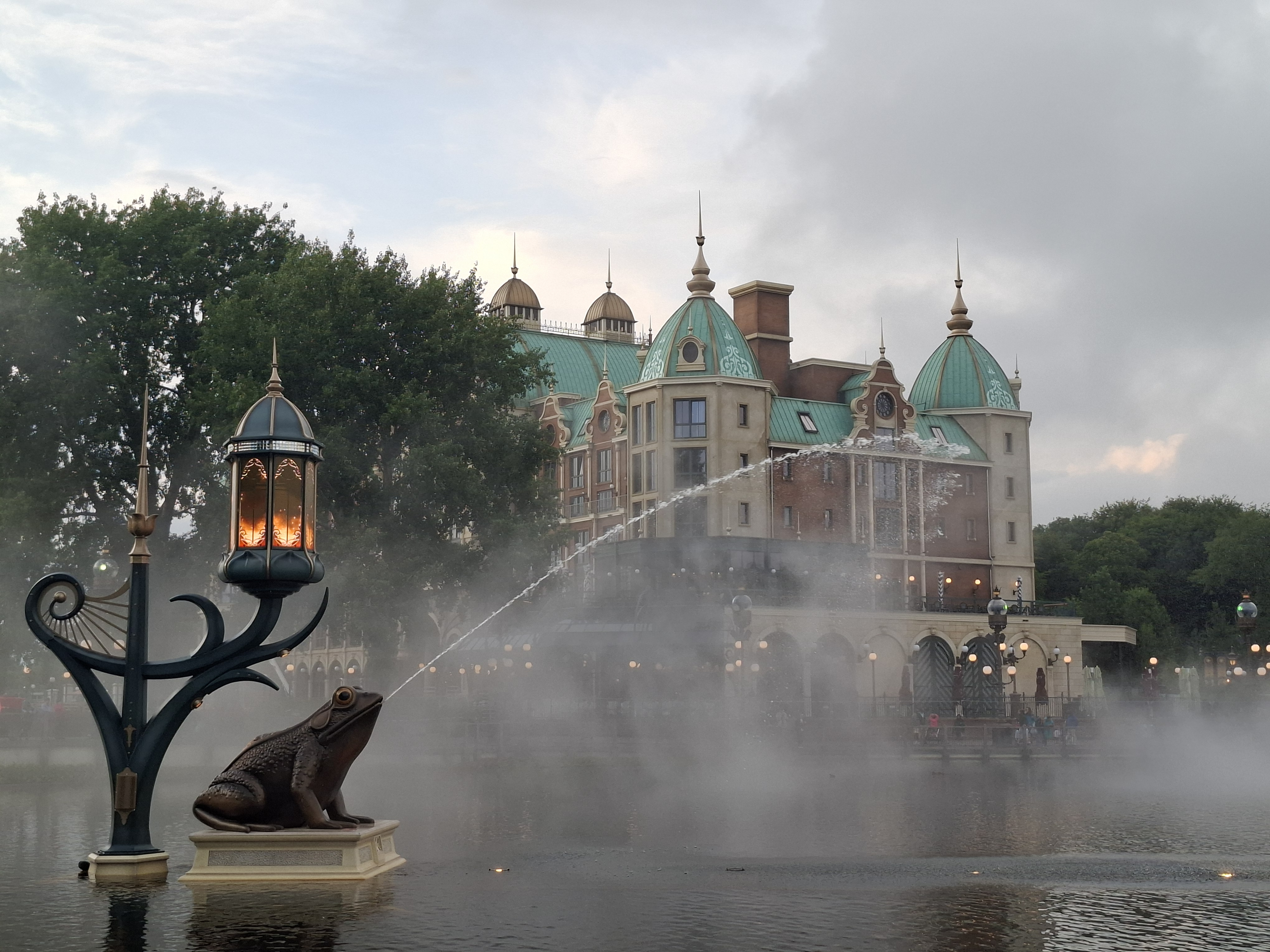
Het Efteling Grand Hotel vanaf de Aquanura-vijver gezien, kort voor de start van de fonteinenshow

Het hotel bestaat uit zeven verdiepingen en is 106 meter breed. Er zijn 140 kamers en suites met samen 644 bedden. De kamers en suites hebben verschillende kleurenthema's die verband hebben met het uitzicht op de Efteling dat te zien is vanuit de kamers: rood (Pardoes Promenade), blauw (Aquanura), groen (Sprookjesbos) of geel (Huis van de Vijf Zintuigen). Binnen het hotel zijn drie horecapunten: koffiebar Café Biscuit, restaurant Brasserie 7 en Restaurant & Bar Mystique. Bij het laatstgenoemde zit ook een eigen cocktailbar. De restaurants en de souvenirwinkel zijn ook open voor mensen die niet in het hotel verblijven. In de kelder bevindt zich een zwembad met spa, waar onder andere een sauna, een stoombad en een massagesalon.

### Muziek
De muziek, gecomponeerd door René Merkelbach, die in het Grand Hotel te horen is, was eerder al te horen bij de Aquanura-show Efteling Symphonica en bij het sprookje De prinses op de Erwt.

### Magische Pendule

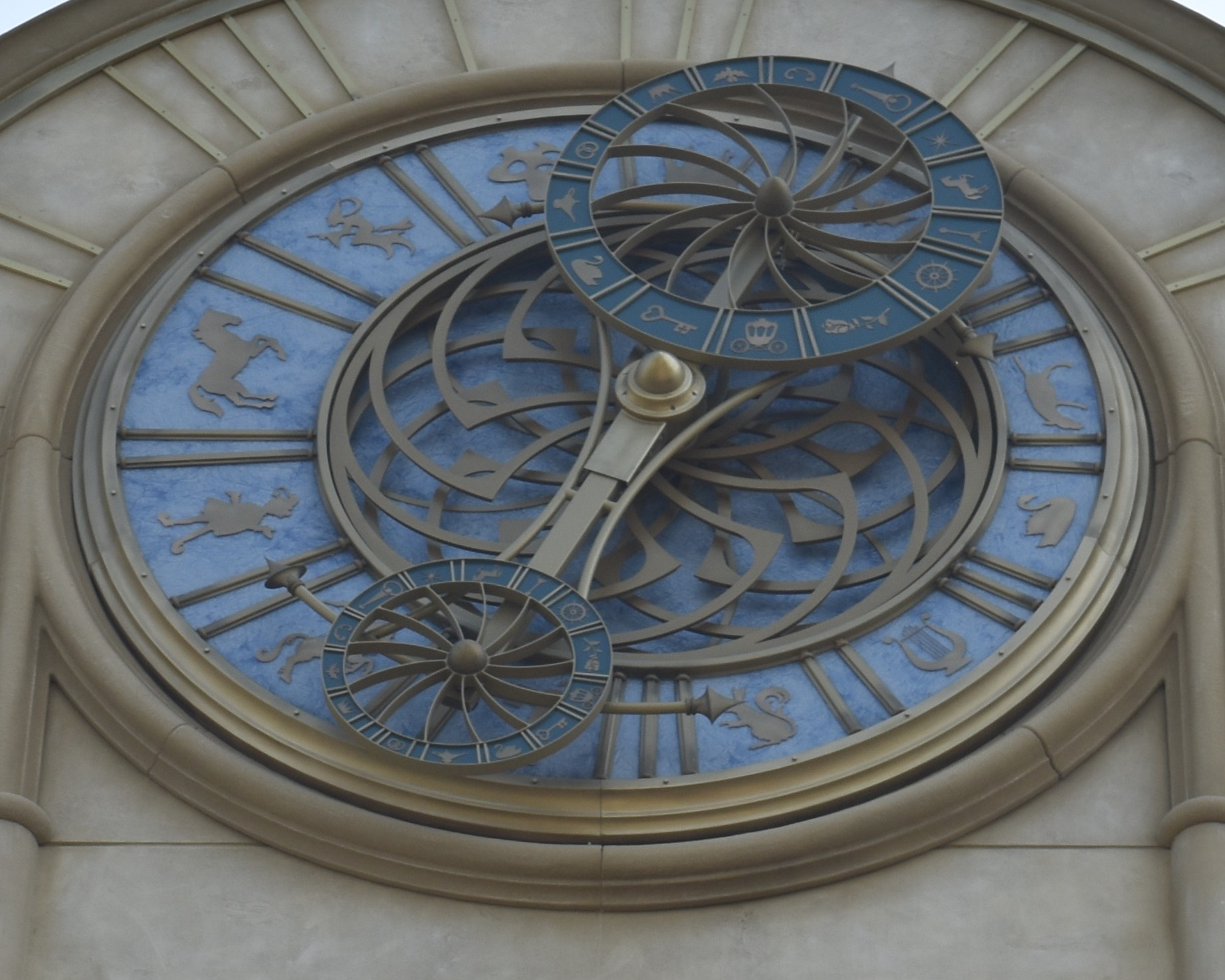
De Magische Pendule

In de gevel van het Grand Hotel hangt een klok, de zogeheten Magische Pendule, die geïnspireerd is op de klok uit het sprookje Zwaan Kleef Aan. Dit sprookje werd in 1958 ontworpen door Anton Pieck, en het staat nu bescheiden in een hoekje van het Anton Pieck Plein.
De wijzerplaat van de klok weergeeft raadselachtige symbolen en cijfers. Zo zijn er bijvoorbeeld silhouetten van bekende Efteling-figuren te vinden, zoals Pardoes, een paddenstoel, een vleermuis, een kroon, een krakeling, een vliegende heks, een eekhoorn, een harp, een heraut en een ruiter. In de twee kleinere cirkels staan nog meer symbolen, zoals een twinkel, een stuurwiel, een koets, een sleutel, een zwaan, een paard en een roos. De Magische Pendule wordt in het donker verlicht in allerlei verschillende kleuren.
De Magische Pendule speelt ook een rol in het verhaal achter de Aquanura-show Efteling Symphonica. Voorafgaand aan deze show klinkt de tekst: "In dit Meer van Fantasie borrelen wonderlijke melodieën op, aangezwengeld door een grote Magische Pendule."